# Chiesa di San Biagio (Colle di Val d'Elsa)
La chiesa di San Biagio (Cappella S. Blasii iuxta territorium plebis sancti Ipoliti) è un luogo di culto cattolico situato poco fuori dell'abitato di Colle di Val d'Elsa, al bivio che porta alla frazione di S. Andrea, in provincia di Siena, facente parte dell'arcidiocesi di Siena-Colle di Val d'Elsa-Montalcino.

## Storia e descrizione
È stata sottoposta, fin dal 1115, all'arciprete di pieve a Elsa e di San Salvatore (il futuro duomo di Colle di Val d’Elsa).
Anche in epoche successive le bolle di Callisto II (1120), Innocenzo II (1133), Anastasio IV (1153) e Adriano IV (1158) confermano l'attribuzione alla pieve a Elsa.
Essendo la pieve a Elsa nullius dioecesis, la chiesa di San Biagio poté godere dell'esenzione dal pagamento delle decime che si ridussero, comunque, sino alla soppressione della parrocchia nel 1551, anche a causa delle dispute tra il vescovo di Volterra e l'arciprete di Colle.
Dopo l'elevazione di Colle a diocesi e l'erezione della cattedrale di Colle, al posto della chiesa di San Salvatore, la chiesetta subì, per volere della diocesi stessa, alcuni interventi tanto per ribadire la propria autorità sulla chiesa contesa dalla diocesi di Volterra.
La chiesetta, costruita in travertino e arenaria (e forse, originariamente, più lunga che nell'attualità come dimostrerebbe il muro sul lato destro della casa annessa), ha il sagrato rialzato e delimitato da un muretto; il cinquecentesco portale è in stile fiorentino del quattrocento; sull'architrave si trovava un'iscrizione non più visibile; il piccolo campanile è a vela.
Le pareti laterali si trovano sul lato della strada e sul lato sinistro è visibile una porta murata, forse un ingresso secondario prima dell'innalzamento del sagrato e della costruzione del nuovo portale.
Le due finestre in basso servivano ad aerare l'ossario posto all'interno della chiesa.
La chiesa ha ormai perso la sua funzione e, sconsacrata, è oggi sede di una società privata.